# Quincy (Californië)

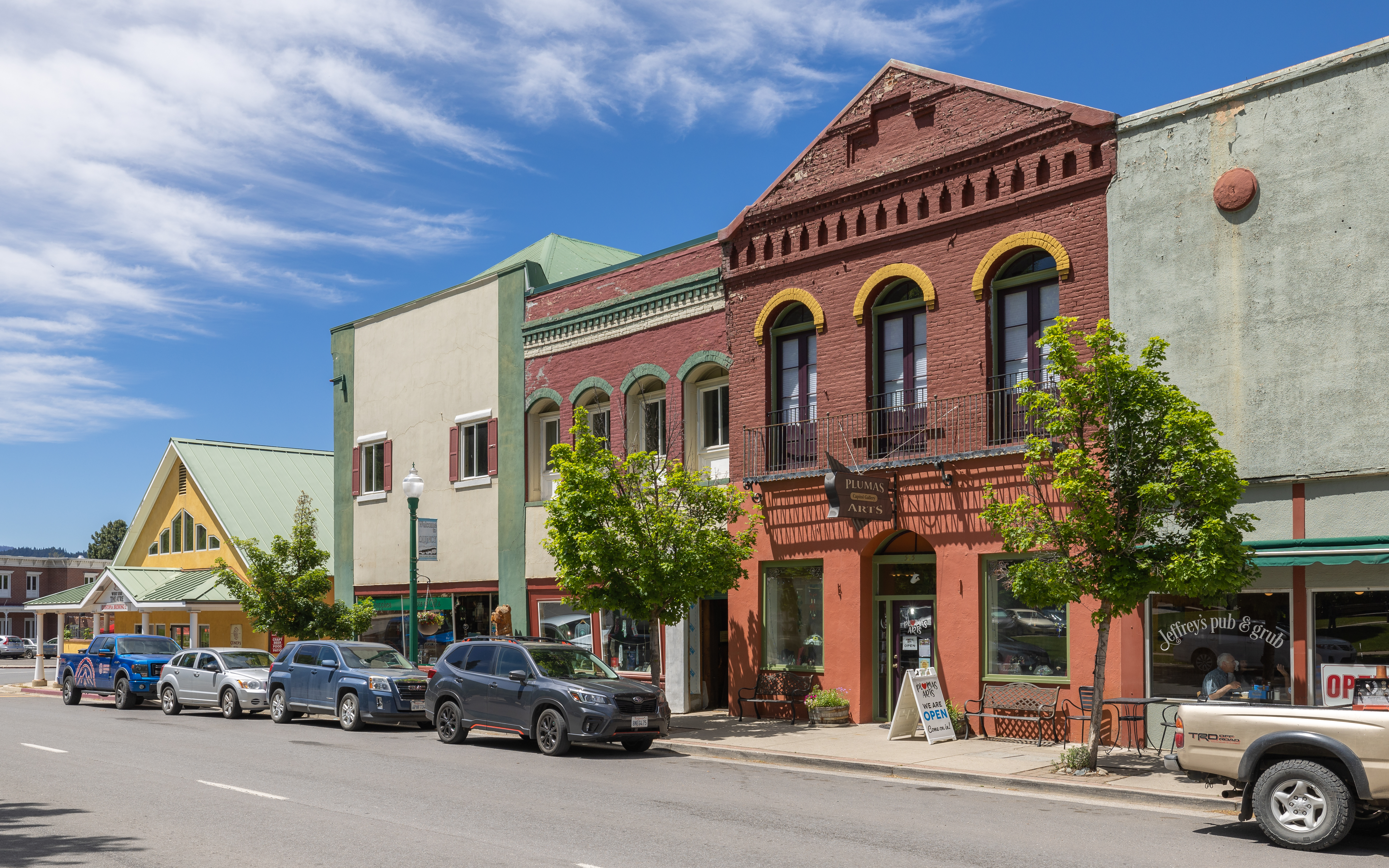
Hoofdstraat van Quincy

Quincy is een plaats (census-designated place) in de Amerikaanse staat Californië, en valt bestuurlijk gezien onder Plumas County.

## Demografie
Bij de volkstelling in 2000 werd het aantal inwoners vastgesteld op 1879.

## Geografie
Volgens het United States Census Bureau beslaat de plaats een oppervlakte van
11,0 km², geheel bestaande uit land. Quincy ligt op ongeveer 1043 m boven zeeniveau.

## Plaatsen in de nabije omgeving
De onderstaande figuur toont nabijgelegen plaatsen in een straal van 16 km rond Quincy.